# 소달중학교
소달중학교(所達中學校)는 강원도 삼척시에 있었던 공립 중학교이다.

## 학교 연혁
- 1985년 12월 24일: 도계중학교 소달분교로 개교
- 1989년 11월 17일: 소달중학교 승격 인가
- 2018년 2월 28일: 33년만에 폐교[2]

## 참고 자료
- 소달중학교 - 한국교육학술정보원 학교알리미